# Шинкаренко Павло Семенович
Павло́ Семе́нович Шинкаре́нко — український господарник, лауреат Державної премії України в галузі науки і техніки (2008).

## З життєпису
Станом на 2004 рік — директор департаменту гірничорудної промисловості, феросплавів, кольорової металургії та вторинних металів.
Лауреат Державної премії України в галузі науки і техніки (2008) — за розробку та впровадження нових способів і технологій фізико-хімічної обробки, розливання міді та її сплавів, одержаних з відходів, і виготовлення з них деформованих профілів та напівфабрикатів; співавтори Дубодєлов Віктор Іванович, Іванченко Василь Якович, Кваченюк Микола Євгенович, Кожанов Володимир Андрійович, Нарівський Анатолій Васильович, Савєнков Юрій Дмитрович, Шпаківський Володимир Олександрович.
Станом на 2012 рік — заступник директора департаменту — начальник управління розвитку галузей промисловості департаменту промислової політики Мінекономрозвитку.
В 2015 році — начальник управління промислової політики департаменту промислової політики.